# Tourne
Tourne is een nummer van de Franse zangeres Louane uit 2016. Het is de laatste single van haar debuutalbum Chambre 12.
In "Tourne" bezingt de liedverteller hoe ze een dierbare mist. Het nummer haalde, ondanks enige airplay, de Franse hitlijsten niet. Wel bereikte het de 22e positie in de Waalse Ultratop 50.

## Tracklijst
- Muziekdownload

1. "Tourne" - 3:19